# Баконина, Марианна Станиславовна
Марианна Станиславовна Баконина (урождённая Пенязь; род. 1 марта 1964, Ленинград, СССР) — российская тележурналистка. Член правления союза журналистов Санкт-Петербурга (2002).
Родилась в Ленинграде. Окончила Восточный факультет ЛГУ, где специализировалась на истории стран Ближнего Востока.

## Деятельность
С 1987 года Баконина работала на радио. Затем была автором сценариев детского цикла телепередач о религии. «Тогда только разрешили снимать об этом», — говорит журналистка.
С февраля 1991 года — ведущая ТРК «Петербург — Пятый канал». Вела программы «Информ-ТВ», «ТСБ», «Между строк», «Обратный отсчёт» «Люди и страсти», снимала документальные фильмы.
С 1993 года выпустила первую детективную повесть «Нет — это всегда относительно». Затем вышли женские детективы «Сочи — Базель», «Сугубо частное расследование», «Апокрифический клад», «Фанатика вызывали?». Книга «Школа двойников» имела большой успех у читательниц.
Марианна Баконина является членом клуба писателей, а также Союза журналистов Санкт-Петербурга. Сотрудничает с интернет-газетой Фонтанка.ру.
В 2003 году защитила кандидатскую диссертацию по теме «Джихад: идеология и пропаганда в международной конфессиональной и политической коммуникации».
В 2003—2010 годах преподавала в СПбГУ на Философском факультете.
С 2008 года шеф-редактор РБК-ТВ Санкт-Петербург.
В 2009—2015 годах ведущая канала 100ТВ («Пресс-клуб», «Точка зрения», «Отражение», «Встречи на набережной Макарова», «Точка невозврата», «Петербургский репортёр», «Свободное время»).
В 2017—2024 гг. заместитель главного редактора интернет-журнала «Мозгократия». С июля по декабрь 2018 года вела программу «За чашкой чая» на интернет-канале журнала.
В 2019 году стала старшим научным сотрудником РИСИ.

## Семья
1980-е — 1991 — брак с Андреем Константиновым (Бакониным).
О дальнейшей личной жизни Бакониной мало что известно, но у неё есть дочь Анита (р. 1996).

## Книги
- 1993 — Нет — это всегда относительно
- 1995 — Сочи—Базель
- 1997 — Смерть на выбор
- 2000 — Девять граммов пластита
- 2000 — Школа двойников
- 2001 — Дамская охота
- 2003 — Паутина или Как украсть миллион
- 2017 — Глянцевый джихад

## Фильмография
- 1999 — Улицы разбитых фонарей-2 — телеведущая (серия «Контрабас»)
- 2000 — Бандитский Петербург. Фильм 2. Адвокат — телеведущая
- 2002 — Агентство «Золотая пуля» — телеведущая
- 2003 — Бандитский Петербург. Фильм 4. Арестант — корреспондент
- 2005 — Коридором бессмертия — телеведущая